# Оде-де-Сион, Карл Осипович
Карл О́сипович Оде́-де-Сио́н (фр. Audé-de-Sion; при рождении — Шарль-Мари́-Жосе́ф-Жоаше́н Оде́, фр. Charles-Marie-Joseph-Joachim Audé, или кратко — Шарль Оде́, 23 августа 1758, Фаверж, Савойское герцогство, Сардинское королевство — 5 [17] января 1837, Санкт-Петербург, Российская империя) — савойский монах-бенедиктинец и военнослужащий; на русской службе — генерал-майор, военный педагог, кавалер российских и иностранных орденов. Видный масон высших степеней посвящения. Помещик и основатель российского дворянского рода Оде-де-Сионов.
В ранние годы неоднократно менял монашеский обет на воинскую присягу различным европейским суверенам — французскому, прусскому и польскому, в результате чего на одном поприще достиг степени доктора теологии, а на другом — капитанского чина. Поступив на русскую службу, был назначен в Варшаву офицером по особым поручениям при главнокомандующем русскими войсками в Литве и Польше генерал-аншефе графе Осипе Андреевиче Игельстроме. Отличился в боях против польских повстанцев во время восстания Костюшко.
Был воспитателем Аркадия, сына великого полководца графа Александра Васильевича Суворова. Пользуясь доверием последнего, участвовал в финансовых махинациях его зятя графа Николая Александровича Зубова. Из частных гувернёров выдвинулся при Александре I на должность инспектора классов Пажеского корпуса, которой посвятил 25 лет.
Получив в конце XVIII века посвящение в братство вольных каменщиков в Польше и Савойе, достиг со временем высших степеней и стал видным деятелем «золотого века» масонства в России (1802—1822). Соучредитель и мастер стула ложи «Соединённых друзей» в Санкт-Петербурге, член целого ряда других лож и высших масонских организаций.

## Имена
Был крещён как Шарль-Мари-Жозеф-Жоашен Оде (фр. Charles-Marie-Joseph-Joachim Audé), или кратко — Шарль Оде. В монашестве носил имя Дом Жоашен (фр. Dom Joachim). При поступлении на русскую службу принял имя Карл Осипович (иначе — Иосифович) Оде-де-Сион. По мнению его биографа, французского историка доктора Мишеля Франку́, чтобы придать купеческой фамилии Оде более аристократическое звучание, он «позаимствовал» приставку к ней у своих дальних савойских родственников, баронов де Сион (фр. baron de Sion), которые с 1276 года владели одноимёнными шато (фр. Château de Sion) и небольшим приходом в окрестностях Анси (ныне — в составе коммуны Валь-де-Фье). Также возможно, что такая фамилия являлась своеобразной аллюзией на масонское прозвище Карла Осиповича — Шевалье дю Форт де Сион (Chevalier du Fort de Sion с фр. — «Рыцарь твердыни Сиона»). В частной переписке и некоторых официальных документах его российская фамилия встречается в сокращённой форме — Сион.

## Происхождение
Шарль Оде происходил из ветви «Анси-Фаверж» старинного савойского купеческого рода Оде (фр. Audé). Хотя некоторые российские источники ошибочно называют его швейцарцем или французом, официальная биография подтверждает его савойское происхождение. Предки Карла Осиповича с 1628 года обосновались в городе Анси и открыли там торговлю пряностями, а позднее переключились на изделия из железа, главным образом оружие, приобретя в окрестностях несколько собственных кузниц и рудников. В 1715 году Оде купили патент городского нотариуса Фавержа — небольшого населённого пункта по соседству — и перебрались туда, сохранив за собой родовой дом в Анси и часть кузнечного производства. Новое доходное место переходило в семье от отца к старшему сыну вплоть до 1786 года.
Богатство и влияние семейства Оде, несмотря на невысокое происхождение, позволили им занять видное положение в Савойе, а постепенно нищающие благородные дома охотно заключали браки с его представителями. К примеру, двоюродная прабабушка Шарля Оде, Филибер де Ла-Дья (фр. Philibert de La Diat), была супругой дворянина Проспер-Антуана де Сиона (фр. noble Prosper-Antoine de Sion), родная бабушка по отцу, Клодин Коше (фр. Claudine Cochet), дочь шателена Антуана Коше (фр. Antoine Cochet; 1663—?), доводилась двоюродной племянницей известному математику и профессору философии, ректору Сорбонны Жану Коше (1698—1771), а мать, демуазель Мари-Терез, урождённая Фавр (фр. Marie-Thérèse Favre; около 1710—?), — родной сестрой Франсуа Фавру, маркизу де Тону (фр. François Favre marquis de Thônes). Таким образом, Шарль Оде имел благородное происхождение если не по сословной принадлежности, то по крови.

## Биография

### Рождение, ранние годы
Шарль Оде родился, согласно савойским источникам, 23 августа 1758 года в фавержском доме своих родителей. В российских источниках место рождения не сообщается, а даты разнятся — по сведениям «Русского биографического словаря» он родился в 1753 году (в Петербургском некрополе Архивная копия от 3 июня 2020 на Wayback Machine — 1 августа 1753 года), а в его формулярном списке 1817 года указан возраст на момент составления документа — 56 лет. Он был восьмым из 16 детей (пятеро умерли во младенчестве) в семье метра Жозефа-Филибера Оде (фр. Joseph-Philibert Audé; 1715—1786) и демуазель Мари-Терез. Его крёстными стали брат и сестра — мессир Шарль-Жозеф-Жоашен Милле (фр. Charles-Joseph-Joachim Millet; 1726—1787), маркиз Фаверж, и демуазель Мари-Клодин Милле де Монту дю Барьо (фр. Marie-Claudine Millet de Monthoux du Barrioz). Отец будущего генерал-майора русской армии — последний представитель династии нотариусов — занимал свою должность до самой смерти и владел обширным состоянием, включавшим городские дома в Анси и Фаверже, а также множество владений в окрестностях. Там прошли детство и отрочество Шарля Оде. Он получил домашнее воспитание и образование, достаточно основательное, чтобы позднее продемонстрировать незаурядные успехи в богословских науках.

### Монах и солдат (1774—1785)
12 мая 1774 года пятнадцатилетний Шарль Оде был, под именем Дом Жоашен, пострижен в бенедиктинском аббатстве Таллуар близ Анси. Отец назначил ему подобающий пенсион, что обеспечивало безбедный образ жизни в обители и открывало перспективы карьерного роста в церковной иерархии. Как известно, одним из монашеских обетов был отказ от личной собственности, что автоматически исключало его из числа претендентов на долю в наследстве и уменьшало дробление семейного капитала. Подобная практика применялась несколькими поколениями многодетного семейства Оде. Так, например, дядя Шарля по отцу, Жан-Франсуа Оде, был в 1745 году пострижен там же, в Таллуаре, под именем Дом Феофил (фр. Dom Théophile) и достиг сана диакона, а младший брат, Мишель (1764—1840), служил священником в Пренжи. Тем не менее Жозеф-Филибер Оде позднее категорически отрицал свою причастность к пострижению сына: 

Мне не в чём упрекнуть себя по отношению к религиозному обету, принесённому моим сыном Шарлем, никогда не принуждал, и даже не пытался склонить его к этому запугиванием, лестью или какой-либо хитростью...Оригинальный текст (фр.)Je n'ai rien à me reprocher relativement à la profession religieuse que mon fils Charles a embrassée, ne l'ayant jamais forcé, ni seulement engagé, ni par aucune espèce de crainte, ni par caresse, ni par quelqu'autre artifice quelconque…— Жозеф-Филибер Оде, Завещание, 12 ноября 1785 года.
Некоторое время юный новициат пребывал в Таллуаре, а затем был отправлен на обучение в знаменитый итальянский монастырь Монтекассино. Там он блестяще (avec applaudissements с фр. — «под аплодисменты») защитил диссертацию по теологии и получил степень доктора в 18 лет.
В феврале 1777 года Дом Жоашен внезапно бежал из аббатства, но вскоре одумался и вернулся. Побег из монастыря расценивался как отступничество, и на него была возложена суровая и длительная епитимья. Однако вскоре, ввиду искреннего раскаяния и примерного поведения, монастырское начальство сменило гнев на милость и направило в Апостольскую пенитенциарию в Рим ходатайство о его досрочном рукоположении субдиаконом. Однако разрешение на возведение в сан, прибывшее 20 апреля 1778 года, не застало Дома Жоашена в Монтекассино — ещё раньше в ответ на настойчивые просьбы ему было позволено вернуться в родные края.
В Таллуаре он застал обстановку интриг и скандалов, вызванную противостоянием консервативного аббата Флорентена де Вю (фр. Florentin de Vieux) и фракции молодых монахов, возглавляемых суприором Домом Ансельмом Каффэ (фр. Dom Anselme Caffe), стремившихся к секуляризации монастырского уклада. Не выдержав накала противоречий, Дом Жоашен вновь бежал из монастыря. Воспользовавшись суматохой традиционного карнавала, царившей в Анси в феврале 1779 года, он похитил лошадь отца-настоятеля и отправился на поиски приключений, на этот раз верхом.
После нескольких недель скитаний Шарль Оде оказался в эльзасском городе Ландау, принадлежавшем в то время французской Короне. Голод и нужда вынудили его завербоваться солдатом в расквартированный там Эльзасский полк, набранный преимущественно из немцев. Благодаря образованности и хорошим манерам, обычно не свойственным простому солдату, он быстро обратил на себя внимание полковника и владельца полка принца Максимилиана де Дюпона Биркенфельда, будущего короля Баварии, который стал ему покровительствовать. Тем не менее армейская дисциплина, существенно более жёсткая, чем монашеское послушание, вскоре охладила стремление Шарля Оде к военной карьере. Однако вернуться в обитель было для него теперь весьма непросто. Необходимо было одновременно добиться прощения отца-настоятеля Таллуара и согласия своего командира на отмену воинской присяги. Опасаясь гнева обоих, он решил прибегнуть к посредникам. Одним из них стал его новый приятель — монах-капуцин Луи из Ландау. Другим — давний приятель отца некий Роже (фр. Rogès), родом из Анси, офицер гренадёров Эптингенского полка, расквартированного неподалёку от Ландау — в Висамбуре. Шарль Оде написал ему, хотя прежде они даже не были лично знакомы. Тем не менее Роже откликнулся, и оба посредника принялись убеждать в письмах аббата Таллуара в необходимости как можно скорее вернуть Дома Жоашена в лоно церкви. В конце концов, аббат де Вю поддался на уговоры и написал принцу де Дюпону. В августе 1779 года солдат Оде получил отставку и тут же беспечно потратил с приятелями своё солдатское жалование в увеселительных заведениях Ландау. Поэтому, когда понадобились деньги на дорогу в Таллуар, он решил прибегнуть к мошенничеству: представляясь сыном маркиза де Саля (фр. marquis de Sales), Шарль Оде вошёл в доверие к некоему Пьеру Делилю (фр. Pierre Delisle), буржуа из Ландау, родившемуся в Анси, и получил у него «взаймы» требуемую сумму.
В начале осени 1779 года он вернулся в Таллуар, преодолев пешком около 500 км. Там Дом Жоашен покаялся перед аббатом и вновь был подвергнут суровой многомесячной епитимии. В аббатстве он оставался по меньшей мере до конца 1781 года, когда был упомянут в годовом отчёте налогового адвоката Таллуара как добропорядочный и талантливый священнослужитель. Однако такое умиротворение было лишь видимостью, поскольку уже в это время он вёл со своим бывшим командиром переписку о намерении вернуться в армию:

Если же нынешнее положение не устраивает Вас, друг мой, что ж, постарайтесь выйти из него с достоинством… Решать Вам, но если Вы настаиваете вернуться в мой полк, сделайте это… Я о Вас позабочусь… Но подумайте о том, что Вы делаете, и спросите собственные вкусы, дабы не совершить деяние себе во зло, которое потом будет приносить лишь бесконечные страдания…Оригинальный текст (фр.)Si votre état ne vous convient pas, mon ami, tâchez de le quitter avec honnêteté… Votre parti pris, si vous avez alors l'envie de rentrer dans mon régiment, faites-le… j'aurai soin de vous… Réfléchissez à ce que vous allez faire et surtout consultez votre goût, car de faire un métier qu'on n'aime pas, outre qu'on le fait mal, c'est un supplice continuel…— полковник Эльзасского полка принц де Дюпон — Дому Жоашену в Таллуар, 22 октября 1780 года.
В конечном счёте Шарль Оде вновь бежал из монастыря и на этот раз вступил гусаром в прусскую армию. Подробности побега и его службы в этой армии неизвестны, однако через несколько месяцев он вновь разочаровался в своём выборе. Измученный собственными метаниями, Шарль Оде в отчаянии решил героически погибнуть в кровопролитной осаде Гибралтара, которая к тому времени длилась уже несколько лет. Для этого он самовольно оставил свой прусский полк и направился в Данциг — ближайший порт, где вербовали и отправляли добровольцев в Испанию.
Добравшись до Данцига к началу зимы 1782 года, Шарль Оде узнал, что осада Гибралтара снята, и необходимость в новобранцах отпала. Ситуация казалась безвыходной — обратной дороги не было, поскольку в прусской армии за дезертирство его ждало суровое наказание, а добыть средства к существованию в чужой холодной стране без знания местного языка не представлялось возможным. Однако гусар Оде не растерялся и отправился в ближайшую церковь, где обратился к первому встречному священнику на изысканной латыни. Тот, крайне изумлённый, согласился выслушать историю его злоключений. Приняв покаяние во всех грехах и тронутый горячим желанием беглеца вновь вернуться в лоно церкви, священнослужитель написал для него рекомендательное письмо в бенедиктинский монастырь в Люблине и снабдил средствами в дорогу.
Вновь преодолев около 500 км, на этот раз зимнего пути, Шарль Оде явился в Люблинское аббатство. 27 января 1783 года он написал отцу-настоятелю Таллуара покаянное письмо с изложением всех обстоятельств и просьбой разрешить ему проживание в обители, а также принять духовный сан, как только местный аббат Дом Станислас Киежковский (пол. Stanisłas Kieszkowski) сочтёт его к тому готовым. 20 марта Дом Флорентен де Вю ответил согласием на проживание Дома Жоашена в Люблине, однако категорически отказал в рукоположении. Это окончательно сломило стремление Шарля Оде к карьере священника, и вскоре он покинул монастырь навсегда. Формально Шарль Оде был освобождён от монашеского обета буллой Апостольской пенитенциарии, легализованной 16 июня 1785 года магистром Гуровским, епископом Гнезно.

### Офицер армии Короны (1783—1790)
Расставшись с монашеством, Шарль вступил в 1783 году в Познани офицером в армию Короны Королевства Польского. В 1786 году, получив отпуск со службы, отправился в Анси, чтобы присутствовать при оглашении завещания своего недавно скончавшегося отца, которое включало движимое и недвижимое имущество, а также около 40 000 ливров наличными. Жозеф-Филибер Оде, узнав незадолго до смерти о секуляризации сына, восстановил его в числе наследников к крайнему неудовольствию прочих родственников. Всех претендентов удалось собрать в Анси лишь ко 2 апреля 1787 года, и в доме семейства Оде по улице Филатри (фр. Rue Filaterie) состоялось оглашение завещания. Не желая возвращения Шарля в семью, родные братья Мишель и Франсуа настояли на том, чтобы он уступил им свою долю за 6000 ливров с нотариальным обязательством впредь и навсегда отказаться от каких-либо претензий. Этот его визит в Савойю и встреча с родными стали последними. Из Анси Шарль Оде возвратился на службу польской Короне в Познань.

### Российский подданный (с 1791 года)
1 января 1791 года Шарль Оде был под именем Карл Осипович Оде-де-Сион принят на русскую службу «из прусской в прежнем чине капитана» и зачислен в Елисаветградский конноегерский полк. При этом сын буржуа Жозефа-Филибера Оде объявил себя савойским дворянином. Когда и при каких обстоятельствах он, будучи польским коронным офицером, сумел обзавестись документами прусского капитана на новую фамилию, неизвестно. Не установлено также, по какой причине для него было сделано исключение из требования высочайшего указа, действовавшего с 1764 года, о понижении иностранных офицеров, вступающих на русскую службу, на один чин против прежнего.
18 мая 1792 года началась Русско-польская война, в которой его полк прошёл с боями в составе 64-тысячной Молдавской армии генерал-аншефа Михаила Васильевича Каховского от Подолии и Волыни до Варшавы. Однако сведений об участии капитана Оде-де-Сиона в этой кампании не сохранилось. По завершении боевых действий, в январе 1793 года, на смену Каховскому в Варшаву прибыл в качестве главнокомандующего русскими войсками в Литве и Польше генерал-аншеф граф Осип Андреевич Игельстром. Капитан Оде-де-Сион был назначен офицером по особым поручениям при его штаб-квартире, которая разместилась в здании Российского посольства на улице Мёдовой.

### Варшавская заутреня и восстание Костюшко (1794)

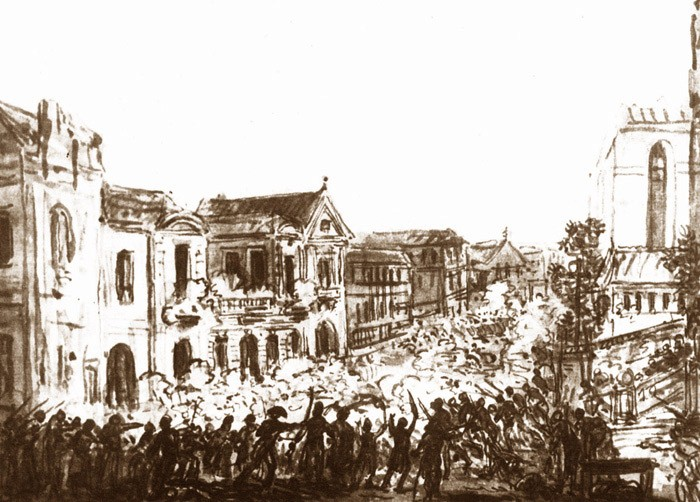
Штурм российского посольства в Варшаве 7 (18) апреля 1794 года,
Жан-Пьер Норблин де Ла-Гурден, 1794

Ранним утром 6 апреля 1794 года поляки учинили резню русского гарнизона, вошедшую в историю как Варшавская заутреня. Капитан Оде-де-Сион находился при главнокомандующем, который забаррикадировался в своей резиденции на Мёдовой улице. Пока Игельстром колебался в нерешительности, безуспешно пытаясь договориться с польским королём и лидерами повстанцев, небольшой отряд (около двух батальонов) под командованием офицеров его штаба отбивал беспрерывные атаки противника. 8 апреля, когда осаждённых в здании посольства осталось чуть более 400 человек, способных держать оружие, офицеры решили пробиваться, и главнокомандующий вынужден был согласиться с их требованием. Расчищая себе путь двумя полковыми пушками и прикрывая арьергард ещё двумя, русский отряд продвигался под сильным артиллерийским и ружейным огнём неприятеля, особенно из близлежащих домов. В отряде Игельстрома, пробившемся в пригороды Варшавы под прикрытие передовых частей прусских союзников, уцелело всего 250 человек. Среди них были и Карл Осипович, который проявил в ходе этих боевых действий «особую храбрость и ревность к службе», и его будущий покровитель генерал-майор граф Николай Александрович Зубов. В охваченном восстанием и мародёрством городе осталась жена Оде-де-Сиона Каролина Ивановна, бывшая на крайнем сроке беременности.
Спасшись из Варшавы, граф Зубов немедленно отправился в Санкт-Петербург, чтобы доложить Екатерине II подробности о начале восстания, а капитан Оде-де-Сион остался в лагере прусского короля, где познакомился с принцем Карлом Генрихом Нассау-Зигеном. Отставной адмирал русского галерного флота, знаменитый своими бесстрашными авантюрами и военными подвигами, принц, общество которого Фридрих Вильгельм II весьма ценил, находился в его свите в качестве тайного агента русской императрицы. Целями его миссии были координация действий между союзными войсками и снабжение Санкт-Петербурга сведениями о ходе кампании «из первых рук». Кроме того, он негласно докладывал государыне о возможных переменах в прусских планах. Нассау-Зигену сразу приглянулся офицер-франкофон на русской службе, хорошо знакомый с польскими и прусскими военными порядками и охотно выполнявший различные поручения, связанные с деликатной миссией принца. В июле 1794 года на смену Игельстрому прибыл со своим корпусом генерал-поручик Иван Евстафьевич Ферзен. Объединённое русско-прусское войско начало осаду Варшавы, которая была снята через полтора месяца бесплодных усилий, — Фридрих Вильгельм II увёл свои войска подавлять восстание поляков, вспыхнувшее у него в тылу. 1 сентября 1794 года Пруссия фактически вышла из войны, и принц Нассау-Зиген отбыл вслед за королём в Берлин. Оде-де-Сион, успевший к тому времени завоевать расположение Ферзена, вместе с его корпусом двинулся на соединение с генерал-аншефом графом Александром Васильевичем Суворовым. 4 ноября объединённые русские корпуса взяли стремительным штурмом Прагу, укреплённое предместье Варшавы, положив конец восстанию. Разыскав свою семью, о которой не имел ранее вестей, капитан Оде-де-Сион узнал, что жена и новорождённый сын Шарль Константин благополучно пережили мятеж, однако их имение разграблено и безвозвратно разрушено восставшими. 28 июля 1795 года за отличие в боях в ходе восстания Костюшко Карл Осипович был произведён в майоры, что позволило ему, в соответствии с Табелью о рангах, получить российское потомственное дворянство и основать, таким образом, род Оде-де-Сионов.

### Взаимоотношения с Суворовым (1796—1798)
В феврале 1795 года Суворов выдал дочь Наталью (известную как «Суворочка») замуж за упомянутого выше графа Николая Александровича Зубова. В конце того же года полководец по-родственному поселил в столичном доме молодожёнов своего одиннадцатилетнего сына Аркадия, ранее проживавшего с матерью в Москве, а теперь вызванного Екатериной II ко двору и пожалованного в камер-юнкеры великому князю Константину Павловичу. Возложив на зятя заботы по поиску воспитателя для мальчика, в марте 1796 года Суворов отбыл в войска. Тогда граф Зубов, по рекомендации своего брата, всесильного фаворита императрицы князя Платона, предложил тестю кандидатуру своего товарища по оружию времён варшавских событий — майора Карла Осиповича Оде-де-Сиона. Фельдмаршал в письме одобрил выбор зятя, и Аркадий приступил к занятиям.

#### Помещик Оде-де-Сион
3 декабря 1796 года, вскоре после смерти Екатерины II, майор Оде-де-Сион вышел в отставку. Павел I, поставивший перед собой цель «уничтожить с корнем злоупотребления предшествовавшего царствования», неоднократно указывал фельдмаршалу на недопустимость использования военнослужащих в личных целях. Поэтому в конце 1796 — начале 1797 годов некоторым из соратников последнего, а также Оде-де-Сиону, получавшему офицерское жалование из казны, но занимавшемуся воспитанием сына Суворова, пришлось спешно оставить службу. Сам великий полководец, подвергшись опале, намеревался уволиться в отставку и удалиться в собственное имение Кобринский ключ. В начале 1797 года там постепенно стала собираться компания из 19 отставных офицеров, включая Карла Осиповича, приглашённых Суворовым в добровольное изгнание, чтобы вместе вести «сытую и вольную жизнь» и помогать графу в управлении огромным поместьем. В качестве компенсации за отказ от военной карьеры он пообещал каждому из них выделить из своих обширных владений несколько десятков крестьян с землёй и угодьями в вечное владение.
К концу марта 1797 года прибыл в Кобрин и сам граф Суворов, уже уволенный со службы и лишённый всех воинских званий и мундира. Поскольку у его спутников после отставки не было ни надёжных документов, ни средств к существованию, граф, как и обещал, снабдил каждого из них «партикулярным письмом» на владение определённым числом крестьян с землёй и угодьями. Однако без должного оформления эти письма юридической силы не имели. Чтобы узаконить свои права, офицеры зарегистрировали их в протокольной книге Кобринского суда на польском языке. Для завершения формальной процедуры отчуждения собственности оставалось лишь получить подпись Суворова в ней, однако удобного момента для этого всё не представлялось.
Между тем до Павла I стали доходить сведения о том, что Суворов в Кобрине якобы «волнует умы и готовит бунт». Император весьма встревожился и распорядился немедленно сослать оттуда опального полководца подальше — в Кончанское, собственное имение графа в Новгородской губернии. 22 апреля 1797 года чиновник тайной экспедиции Юрий Алексеевич Николев внезапно приехал в Кобрин, предъявил именное распоряжение императора и решительно потребовал собираться. Отъезд происходил с такой поспешностью, что Суворов даже не успел забрать свои наградные бриллианты и другие ценности — они остались на хранении управляющего имением подполковника Корицкого. Однако, не желая терять подаренные деревни, офицеры решились действовать — в тот же день протокольная книга была доставлена из суда графу на дом (что было не вполне законно). На следующее утро, в последний момент перед отбытием, Корицкий подал Суворову её и прочие бумаги на отчуждение почти 1200 крестьян с землёй. Тот молча всё подписал и уехал с Николевым в Новгородскую губернию. Таким образом, Карл Осипович стал русским помещиком, однако подаренная деревня оказалась столь плоха, что он позднее трижды просил в письмах Суворова о её замене. Была ли удовлетворена эта просьба — неизвестно, однако к 1838 году родовое имение Оде-де-Сионов составляло 75 крестьян в Великолуцком, Холмском и Торопецком уездах Псковской губернии.

#### Временный управляющий Кобринским ключом
Сразу же после отъезда графа Суворова в Кончанское отставной майор Оде-де-Сион вернулся из Кобринского ключа в Санкт-Петербург к своему воспитаннику. Таким образом он избежал серьёзных неприятностей, которые произошли с его товарищами, оставшимися в имении. 20 мая 1797 года всё тот же Николев вернулся в Кобринский ключ, арестовал их всех, отвёз и посадил в Киевскую крепость. После двух месяцев дознания они были отпущены по домам, поскольку никакой вины за ними установить не удалось, — большинство вернулось в Кобрин к своим новым деревням.
Тем временем по воле Павла I был дан ход множеству исковых дел против графа Суворова, накопившихся в прежнее царствование и лежавших без движения. Это были претензии как от гражданских лиц, так и по части армейских финансов, хотя сам полководец о себе замечал в письмах: «Я не денежник, счёт в них мало знаю, кроме казённых…». Общая их сумма достигла нескольких сотен тысяч рублей и продолжала расти. Кроме того, у Суворова имелись существенные денежные обязательства перед знакомыми и родственниками. Одним только Зубовым он задолжал более 60 000 рублей в счёт невыплаченного приданого дочери и погашения части крупных долгов скончавшегося в 1795 году свата, которую граф по-родственному согласился взять на себя. Изначально он предполагал выплатить этот долг равными долями в течение четырёх лет. Однако незадолго до смерти Екатерины II, уязвлённый пренебрежительным к себе отношением со стороны фаворита князя Платона, Суворов демонстративно перестал платить Зубовым.
При этом совокупный доход Суворова от всех имений составлял чуть более 40 000 рублей в год и продолжал неуклонно падать. Он подозревал в воровстве своего главного управляющего подполковника Корицкого и других отставных офицеров, живущих в Кобринском ключе, поскольку некогда одно только это имение приносило до 50 000 рублей годовых. Однако, находясь под строгим надзором в Кончанском, выяснить что-либо доподлинно и повлиять на ситуацию Суворов не мог. Чтобы как-то поправить свои пошатнувшиеся дела, он обратился к зятю с просьбой подыскать надёжного человека, который взялся бы остановить разорение самого большого своего имения — Кобринского ключа.
Тот вновь порекомендовал ему Карла Осиповича Оде-де-Сиона. Однако свидания с кем-либо из своего прежнего окружения были Суворову строжайше запрещены, и графу Зубову пришлось выхлопотать у императора специальное разрешение на посещение женой Натальей с малолетним братом Аркадием их отца в ссылке. Сопровождая своего воспитанника, отставной майор Оде-де-Сион с супругой прибыл 14 июля 1797 года в Кончанское. Уже 20 июля граф Суворов «оторвал» его от Аркадия и отправил в Кобринский ключ с доверенностью управляющего и следующими инструкциями:
- собрать как можно больше денег из доходов имения для покрытия долгов по суду;
- подобрать нового управляющего и заменить им Корицкого;
- навести порядок в делах имения и прекратить лихоимства;
- вернуть подаренные офицерам деревни[7].

Однако, помимо инструкций от опального полководца, Карл Осипович имел тайное поручение от своего покровителя графа Зубова: не вызывая подозрений, поставить дело так, чтобы значительная часть доходов от Кобринского ключа поступала Зубовым в счёт различных сумм, которые те числили за Суворовым.
Расставшись с семьёй и воспитанником, отставной майор Оде-де-Сион в качестве временного управляющего на полгода обосновался в Кобринском ключе. Официальным предлогом для этой командировки, получившей высочайшее одобрение, была объявлена необходимость привезти наградные бриллианты, в том числе фельдмаршальский жезл, большую и малую шпаги. Этот единственный ликвидный актив графа стоимостью более 300 000 рублей, на который можно было рассчитывать в случае крайней нужды, остался у вышедшего из доверия подполковника Корицкого, что вызывало серьёзные опасения за его сохранность. 21 сентября того же года эти бриллианты по распоряжению Оде-де-Сиона в Кончанское привёз шляхтич Тимофей Красовский, служивший в Кобрине юрисконсультом и адвокатом.
Вместо 23 000 рублей, которые Суворов рассчитывал пустить на погашение срочных судебных исков, ему были переданы с Красовским лишь 3000 рублей — остальные, вероятно, присвоил граф Зубов. Карл Осипович писал, что всего предполагает собрать не более 10 000 рублей, а недостающие средства советовал графу обеспечить бриллиантами. Отставные офицеры наотрез отказались добровольно возвращать подаренные деревни, и Оде-де-Сион предложил организовать их обратный выкуп за 30 000 рублей из тех же денег. Однако это дело шло туго и закончилось уже после смерти Суворова практически безрезультатно — большинство офицеров остались при своих деревнях. Пока же оно тянулось, граф сетовал в письмах: 

Я только военный человек, иных дарованиев чужд. В краткую мою бытность в Кобрине, тогда разные отставные штаб и обер-офицеры выманили там у меня деревни! И я родил неблагодарных…— Письмо светлейшему князю Лопухину, 18 января 1799 года
 Вся эта деятельность сделала проживавших в Кобрине отставных офицеров во главе с бывшим управляющим Корицким злейшими врагами Карла Осиповича. На временного управляющего графу Суворову посыпался поток доносов и жалоб. То его обвиняли в организации за счёт полководца застолий на 130 человек для окрестной шляхты, то в полной хозяйственной некомпетентности, то подозревали в намерении сбежать за границу со всей кассой имения. В январе 1798 года Суворов вызвал Карла Осиповича в Кончанское, где тот оставался до 6 февраля, докладывая каждый день по несколько часов о запутанных делах имения. В итоге граф вернул Оде-де-Сиона в Санкт-Петербург к обязанностям воспитателя сына Аркадия, а главным управляющим Кобринского ключа назначил Красовского. Тот успел завоевать полное доверие графа во время службы «бриллиантовым курьером», оставался в своей должности до конца жизни Суворова, а после его смерти получил значительную долю имения в собственность. В одном из первых своих отчётов о состоянии дел в Кобрине он сообщил графу, что за Оде-де-Сионом остался долг в 500 рублей, а также приписал ему опустошение винного погреба стоимостью 300 рублей.

#### Разрыв с графом Суворовым
Пребывание Карла Осиповича в Кобринском ключе серьёзно подорвало доверие к нему в финансовых вопросах со стороны Суворова, который из-за стеснённых денежных обстоятельств был вынужден урезать и без того скромное содержание сына Аркадия с 2500 до 2000 рублей в год. Однако и после возвращения в Петербург Оде-де-Сион постоянно выходил за рамки этого бюджета, на что Суворов жаловался в письмах своему родственнику и другу графу Дмитрию Ивановичу Хвостову, называя воспитателя своего сына «гайдамаком». Зимой 1797—1798 годов семейство Зубовых, в доме которых проживал Аркадий, оказалось в опале и было вынуждено уехать из столицы в Москву. Поскольку воспитаннику необходимо было оставаться в Санкт-Петербурге на придворной службе, Карл Осипович снял для него квартиру, в которой поселился вместе со всей своей семьёй. Суворов остался крайне недоволен такой инициативой, так как рассчитывал приютить сына у графа Хвостова по-родственному, безвозмездно. В конце 1798 года в Кончанское пришёл очередной счёт от воспитателя, который показался графу «разбойничьим», и он решил окончательно расстаться с Оде-де-Сионом:

Рисовальщик Сион паки украл у меня полугодовое содержание; Аркадию, слышно, нечего носить.— граф А. В. Суворов. Письмо дочери графине Н. А. Зубовой, 27 декабря 1798 года.
Граф Зубов попытался было вступиться за Оде-де-Сиона, однако Суворов уже знал к тому времени, что они сообща присваивали его доходы, и прервал переписку с зятем.

### Дальнейшая судьба
25 августа 1799 года Карл Осипович был зачислен в штат Сухопутного шляхетного кадетского корпуса учителем. После убийства Павла I Зубовы на некоторое время вернули себе былое влияние при дворе — граф Николай Александрович был пожалован чином обер-шталмейстера. Не забыл он и своего протеже — 29 марта 1801 года всевысочайшим приказом по Елисаветградскому гусарскому полку, отданным в присутствии нового императора, майор Оде-де-Сион был восстановлен на военной службе с назначением в тот же кадетский корпус. 19 августа 1802 года его перевели в Староингермландский мушкетёрский полк, а 22 октября того же года назначили инспектором классов Пажеского корпуса. За успехи на этой должности Оде-де-Сион неоднократно получал награды и повышения в чинах: 10 мая 1806 года произведён в подполковники; 2 апреля 1811 года — в полковники.
Осенью 1812 года сын инспектора классов Пажеского корпуса, лейб-гвардии прапорщик Карл Карлович Оде-де-Сион, только что вернувшийся в строй после контузии при Бородине, был арестован по ложному подозрению в шпионаже в пользу противника. По законам военного времени ему за такое преступление грозил расстрел. Чтобы выручить сына, Карл Осипович был вынужден задействовать свои обширные связи в кругах высшей петербургской знати — эта история стала известна самому государю, который потребовал у главнокомандующего фельдмаршала князя Михаила Илларионовича Голенищева-Кутузова объяснений. Тот отрапортовал, что, действительно, против прапорщика Оде-де-Сиона имелись определённые подозрения, поэтому он был арестован и подвергнут дознанию; впрочем, никаких доказательств его вины обнаружено не было, а потому окончательное решение остаётся за государем. В январе 1813 года обвиняемый был выпущен из-под ареста и пребывал под надзором отца в Санкт-Петербурге, пока его дело разбиралось в Комитете министров под председательством военного министра графа Сергея Кузьмича Вязмитинова. В августе того же года император повелел возвратить Оде-де-Сиона-младшего в действующую армию в должности адъютанта главнокомандующего генерала от инфантерии Михаила Богдановича Барклая-де-Толли. Решением Правительствующего сената и манифестом от 30 августа 1814 года все обвинения с сына Карла Осиповича были сняты.
К концу 1818 года полковнику Оде-де-Сиону пришлось вновь хлопотать за сына, служившего во Франции в русском оккупационном корпусе. В правительственных кругах считалось, что войска «заразились» в Европе чрезмерным либерализмом, и чтобы не допустить его дальнейшего распространения, корпус следует по возвращении в Россию расформировать. Отдельные его полки или даже роты предполагалось распределить по различным дивизиям и корпусам, в том числе и на Кавказ. Узнав об этих планах, Карл Осипович обратился к императору и министру народного просвещения с просьбой назначить сына гувернёром к себе в Пажеский корпус. В письмах он жаловался на «удары судьбы» и «жестокие оскорбления», которые выпали на долю Карла Карловича, однако его ходатайство успеха не имело. Впрочем, и на Кавказ штабс-капитан Оде-де-Сион не попал, а отправился служить в Царство Польское адъютантом генерала от инфантерии Фёдора Филипповича Довре, возглавлявшего расквартированный там отдельный Литовский корпус.
Около 1824 года Каролина Ивановна, супруга полковника Оде-де-Сиона, одолжила крупную сумму — более 52 000 рублей Анне Алексеевне Зубовой (1780—1849), вдове генерал-майора Николая Васильевича, который доводился двоюродным братом Зубовым — покровителям Карла Осиповича. Деньги были выданы под три «обязательных письма», обеспеченных крупной долей в прибыльном Сысертском заводе на Урале, которую Зубова унаследовала от отца — горнопромышленника Алексея Фёдоровича Турчанинова. Однако её старшая сестра — Наталья Алексеевна Колтовская (1773—1834), бывшая фаворитка Павла I, также владевшая долей в заводе, — стремилась стать единоличной хозяйкой отцовского наследства. С этой целью она уговорила Каролину Ивановну переуступить ей векселя Зубовой за 75 200 рублей в долг, который, как выяснилось позднее, возвращать не собиралась. Затем Колтовская попыталась истребовать с сестры уплату по этим ценным бумагам через Петербургский надворный суд, рассчитывая таким образом получить её долю в заводе. Между тем долг Колтовской Оде-де-Сионам по тем же самым векселям был просрочен — Каролина Ивановна подала иск к ней в ту же самую судебную инстанцию, окончательно запутав дело. Тяжба длилась много лет и в конечном итоге была проиграна Оде-де-Сионами. Потеря столь крупной суммы заметно ухудшила финансовое положение семейства.
В 1826 году в имении Карла Осиповича случился серьёзный неурожай, о котором он упоминал в одном из писем родственникам в Савойю:

<...> урожай был так плох, что я вынужден кормить крестьян вместо того, чтобы самому получить хоть что-то <...>Оригинальный текст (фр.)<…>la récolte ayant été si mauvaise qu'il m'a fallu nourrir les paysans au lieu d'en recevoir quelque chose<…>— племяннику Бенуа-Жаку Оде (фр. Benoit-Jacques Audé), 14 августа 1826 года.
На следующий год 18 сентября инспектор классов Пажеского корпуса, состоящий по тяжёлой инфантерии полковник Оде-де-Сион, был уволен от службы с присвоением чина генерал-майора, с мундиром и полным пенсионом.
Вскоре после окончания наполеоновских войн Карл Осипович, по просьбе савойских родственников, начал поиски своего племянника Жозефа-Мари-Бернара Оде (фр. Joseph-Marie-Bernard Audé), который в 1812 году, будучи двадцатилетним офицером полка вольтижёров Молодой гвардии, отправился воевать в Россию и пропал без вести. В результате многолетних изысканий удалось установить, что Жозеф-Мари-Бернар был ранен, попал в плен и в январе 1813 года умер в Орле. 16 июля 1828 года отставной генерал-майор Оде-де-Сион официально уведомил савойскую родню о печальной участи, постигшей племянника.

### Последние годы жизни, смерть
Умер отставной генерал-майор Оде-де-Сион 5 января 1837 года и похоронен в семейном склепе, украшенном гербами и оружием, на Волковском лютеранском кладбище в Санкт-Петербурге. В 1930-е годы склеп был разрушен. По семейному преданию, его мраморные плиты были использованы для отделки помещений Большого дома — нового здания ОГПУ-НКВД в Ленинграде. Местонахождение могил Оде-де-Сионов ныне неизвестно.
Незадолго до смерти Карл Осипович договорился в переписке со своим братом Жозефом Оде (фр. Joseph Audé; 1773—1838), жившим в Анси военным пенсионером, о выделении части наследства последнего своему сыну — Карлу Карловичу. Однако савойская родня воспротивилась этому и предприняла всё необходимое, чтобы дядино состояние целиком досталось другому племяннику — барону Бенуа-Жаку Оде (фр. baron Benoit-Jacques Audé). Карлу Карловичу Оде-де-Сиону после смерти отца в наследство достались лишь его крупные долги и родовое имение с 75 крепостными в Псковской губернии.

## Педагогическая деятельность (1789—1827)
Первые упоминания о педагогической деятельности Шарля Оде относятся ко времени службы в армии Короны. Как следует из отчёта школьного инспектора Познани за 1789 год, он преподавал польским студентам французский язык.

### Воспитатель Аркадия Суворова (1796—1798)
В марте 1796 года Карл Осипович, по рекомендации своего покровителя и боевого товарища графа Зубова, стал воспитателем Аркадия Суворова, одиннадцатилетнего сына великого полководца. Граф Зубов регулярно докладывал Суворову об успехах в обучении:

Сион, со своей стороны, довольно попечителен и, не притупляя в нём врождённого живого характера, преподаёт ему добрые правила…— 
В ноябре 1796 года Суворов заметил в письме зятю, что занятиями своего сына «весьма доволен». В начале 1797 года занятия с Аркадием были прерваны на несколько месяцев из-за первой поездки Карла Осиповича в Кобринский ключ. Возобновились они по возвращении Оде-де-Сиона в Санкт-Петербург в конце апреля. 14 июля того же года он прибыл с воспитанником к ссыльному Суворову в Кончанское. Уже 20 июля им снова пришлось расстаться почти на полгода из-за отъезда Карла Осиповича в Кобринский ключ в качестве временного управляющего. Когда 28 августа того же года об этой командировке доложили Павлу I, тот наложил на донесение резолюцию: 

Сиону быть при графе Суворове, яко воспитателю его сына, не возбранять, но другим никому к графу приезд не дозволять.— 
После возвращения в начале февраля 1798 года в Санкт-Петербург Карл Осипович возобновил занятия с Аркадием. В августе того же года воспитаннику исполнилось 14 лет, и Оде-де-Сион написал Суворову о своём намерении начать с юношей визиты, чтобы преподать ему наглядное представление о светских устоях и нравах, а также завязать полезные знакомства. Однако граф категорически этого не одобрил, поскольку был противником светского воспитания и академической схоластики:

Сие письмо Карла Осиповича Сиона оказует его похвальную благовидность: но несходно с российскими обычиями, особливо моими, а сообразно с немецким юным графом да [правил] [A]кадемии. Аркадию потребны непорочные нравы, а не визиты и контр-визиты; не обращение с младоумными, где оные терпят кораблекрушение…— граф А. В. Суворов — графу Д. И. Хвостову, 29 октября 1798 года
Изначально мальчик проживал в Санкт-Петербурге у графа Зубова под надзором его супруги — своей старшей сестры Натальи, а воспитатель лишь посещал его для занятий. Однако в ноябре 1797 года Зубовы вынуждены были покинуть столицу, и Оде-де-Сион поселил Аркадия вместе со всем своим семейством в небольшой квартире, которую снял за счёт Суворова. Это вызвало большое недовольство последнего. Поскольку у него имелись и другие претензии к воспитателю своего сына, в конце 1798 года Карлу Осиповичу пришлось окончательно расстаться со своим воспитанником.

### Учитель Сухопутного шляхетного кадетского корпуса (1798—1802)
В феврале 1798 года, ещё будучи воспитателем Аркадия Суворова, отставной майор Оде-де-Сион нанялся частным гувернёром к своему бывшему командиру в Польше генералу от инфантерии графу Ивану Евстафьевичу Ферзену, директору Сухопутного шляхетного кадетского корпуса. В задачи Карла Осиповича входила подготовка к кадетской жизни тех дворянских детей, кого Ферзен определял по своей протекции в корпус. Одним из таких воспитанников Оде-де-Сиона стал на несколько месяцев будущий русский писатель и журналист польского происхождения Фаддей Венедиктович Булгарин, зачисление которого в корпус состоялось 13 ноября 1798 года. В конце того же года графа Ферзена на посту директора сменил генерал-лейтенант Матвей Иванович Ламздорф. При нём Оде-де-Сион был 25 августа 1799 года зачислен в штат корпуса учителем, преподавал фортификацию. В 1800 году «Сухопутный Шляхетный кадетский корпус» был переименован в «Первый кадетский». 23 ноября того же года Ламздорфа сменил светлейший князь Платон Александрович Зубов, который уже через три месяца стал шефом этого военно-учебного заведения, а директором вместо него назначили генерал-майора Фёдора Ивановича Клингера, служившего там прежде инспектором классов. В марте 1801 года, когда майор Оде-де-Сион был возвращён из отставки, местом его службы определили всё тот же Первый кадетский корпус.

### Инспектор классов Пажеского корпуса (1802—1827)
При Александре I генерал-майор Клингер стал главноуправляющим Пажеского корпуса. Он же сочинил новый устав, в соответствии с которым 10 октября 1802 года корпус был преобразован из придворного в военно-учебное заведение. По замыслу Клингера, доверить воспитание пажей — будущих офицеров гвардии — следовало лицам, совмещавшим в себе педагогические способности с боевым опытом. Однако ни директор корпуса генерал-майор Андрей Григорьевич Гогель, ни гофмейстер полковник П. П. Свиньин какими-либо представлениями о педагогике не обладали, хотя и были заслуженными офицерами. В то же время майор Оде-де-Сион пользовался полным доверием своего бывшего начальника по Первому кадетскому корпусу Клингера и как офицер, и как педагог.
28 октября 1802 года майор Оде-де-Сион был назначен на должность в непосредственном подчинении директору Пажеского корпуса — инспектором классов. Круг его обязанностей включал в себя заведование учебной частью и библиотекой корпуса, управление преподавательскими кадрами, составление учебной программы, контроль успеваемости учеников. Следами деятельности Карла Осиповича, обнаруженными в архивах Пажеского корпуса, являлись ежемесячные отчёты директору на французском языке об успеваемости и неуспеваемости учеников (фр. des négligents et des diligents); списки экзаменационных баллов пажей, представляемых в камер-пажи, а также камер-пажей, представляемых к выпуску; обязательные представления учителей к наградам, пенсиям и так далее.
С преподавателями Оде-де-Сион был склонен поддерживать ровные отношения, а если с ними возникали конфликты, то старался разрешить их как можно быстрее и миром. Во всяком случае никого из тех, кого застал при поступлении в корпус, он не уволил. Когда же требовалось нанимать новых педагогов, Карл Осипович всегда прислушивался к чужим отзывам и выбирал тех, за кем устанавливалась прочная репутация. По этой причине преподавательский состав корпуса был чрезвычайно пёстрый. Хотя большинство педагогов были по меркам своего времени людьми хорошо образованными, среди них встречались и довольно невежественные личности, как, например, учитель истории, географии и статистики, некий чиновник восьмого класса Струковский. Спрошенный однажды пажами в шутку, похож ли изображённый на табакерке легендарный князь Рюрик на оригинал, он искренне воскликнул: «Как теперь вижу!» — «славился» он и другими подобными нелепостями. С другой стороны, вплоть до 1812 года курс «политических наук» пажам и камер-пажам преподавал выдающийся учёный, академик Петербургской академии наук Карл Фёдорович Герман — его блестящие лекции с благодарностью вспоминали многие выпускники корпуса того периода.
Набор предметов и объём учебных часов в корпусе были весьма внушительными. Образовательная программа включала гуманитарные дисциплины: географию (физическую, статистическую и политическую), историю (российскую и всеобщую), историю дипломатии и торговли, юриспруденцию. Обязательным для пажей было знание трёх языков: русского, французского и немецкого. Из точных наук преподавали арифметику, алгебру, геометрию (в старших классах — «вышнюю геометрию»), тригонометрию, статику и механику, физику. Каждый выпускник корпуса обязан был уметь рисовать. Поскольку на пажей смотрели, как на будущих офицеров лейб-гвардии, изучали они и специальные военные дисциплины: фортификацию (полевую, долговременную, иррегулярную), атаку и оборону крепостей, артиллерию, «черчение планов», тактику, а с 1811 года обязательным стал экзамен «по фрунтовой службе».
В том же, 1802 году в Пажеский корпус был зачислен восьмилетний сын Оде-де-Сиона Карл — выпускник 1811 года. В одном классе с ним с 1810 года воспитывался будущий декабрист Павел Пестель, ставший перед самым выпуском учеником Карла Осиповича в масонстве. В Пажеском корпусе учились сыновья покровителя Карла Осиповича графа Николая Александровича Зубова (к тому времени покойного): Александр — лучший выпускник 1814 года, Платон — лучший выпускник 1816 года и Валериан — выпускник 1823 года. При этом Александр I, в виде особого исключения, удовлетворил просьбу их вдовствующей матери, графини Натальи Александровны: внуки генералиссимуса Суворова проживали во время обучения в корпусе на квартире инспектора классов, а не в казарме, как остальные пажи. Воспитанником Пажеского корпуса был и Магнус Михайлович Барклай-де-Толли (иначе — Максим Михайлович, а также Эрнст Магнус Август; 1798—1871) — выпускник 1815 года. Единственный сын героя Отечественной войны 1812 года, генерала от инфантерии Барклая-де-Толли, он был «особо поручен» своим отцом заботам инспектора классов. В качестве ответной любезности незадолго до Бородинской битвы генерал назначил Оде-де-Сиона-младшего своим адъютантом, а когда того необоснованно обвинили в шпионаже, заступался за него перед самим государем.
Около 1814 года среди пажей сформировалась тайное общество, члены которого устраивали секретные собрания, вели вольнодумные разговоры, а также занимались разными ребяческими шалостями. К примеру, они однажды исподтишка насыпали Карлу Осиповичу в табакерку толчёных шпанских мушек, отчего у него сильно распух нос. Кроме того, пажи сочинили эпиграмму на инспектора классов: «У Сиона на плечах разместились при свечах!»
Однако в 1820 году члены тайного общества, которых к тому времени в корпусе почему-то прозвали «квилки», выступили в качестве главных действующих лиц серьёзного акта неповиновения корпусному начальству — так называемого «Арсеньевского бунта». Существенную роль в этом событии сыграл и инспектор классов полковник Оде-де-Сион. Один из пажей, Павел Арсеньев, пользовался большой любовью товарищей, хотя и обладал весьма независимым характером. В обществе квилков он не состоял и страстно увлекался чтением, в основном французских авторов. Однажды учитель застал его за этим занятием на уроке, а когда ученик не отреагировал на замечания, то попытался отобрать постороннюю книгу. Арсеньев её спрятал и вступил с учителем в дерзкие пререкания. На шум в класс заглянул Карл Осипович и, узнав в чём дело, попытался поставить провинившегося в угол, а когда тот ослушался, велел ему встать на колени. Арсеньев продолжал упрямиться и дерзить, тогда инспектор классов приказал его арестовать и посадить «в тёмную». Руководство корпуса решило наказать возмутителя розгами перед строем всех офицеров и пажей. Однако телесные наказания в корпусе были столь редки, что среди воспитанников бытовало поверье, будто их дозволяется сечь только с позволения императора. Поэтому, когда солдаты вывели провинившегося пажа на экзекуцию перед строем и попытались уложить на скамью, Арсеньев, возмущённый несправедливостью наказания, оказал им энергичное сопротивление. Видя это, квилки под предводительством своего главаря пажа-вольнодумца Александра Креницына с криками бросились ему на помощь. За ними, сломав строй, последовали остальные пажи. В результате потасовки пострадало несколько офицеров и преподавателей — «старик Сион грузно повалился на барабан», оставленный барабанщиком на полу. Хотя экзекуция сорвалась, корпусные офицеры доложили руководству, что Арсеньев всё же получил несколько ударов. Узнав о произошедшем в Пажеском корпусе, государь распорядился: Арсеньева, как уже наказанного, от порки освободить, а Креницыну дать 30 ударов розгами перед строем, чему тот безропотно покорился. После этого оба были разжалованы в рядовые и направлены в 18-й егерский полк, а Арсеньев, не снеся позора, позже застрелился.
В ходе расследования восстания 1825 года у властей, включая самого Николая I, имелись серьёзные подозрения в принадлежности бывших квилков — участников «Арсеньевского бунта» — к тайным обществам декабристов. Всего же в 1826 году среди членов этих обществ либо «лиц, прикосновенных к делу», следствием было выявлено около сорока человек, которые в разные годы учились в Пажеском корпусе. При этом большинство из бывших камер-пажей оказались тесно связаны с Южным обществом и близко знали его руководителя — Павла Ивановича Пестеля. Так, выпускники корпуса Николай Александрович Васильчиков (выпуск 1820 года), Александр Семёнович Гангеблов (выпуск 1821 года), Николай Николаевич Депрерадович (выпуск 1822 года) и Пётр Николаевич Свистунов (выпуск 1823 года) входили в состав петербургской ячейки Южного общества, созданной Пестелем для пропаганды своих идей в столице, а Свистунов являлся и одним из её руководителей в 1824—1825 годах. Верховным уголовным судом были осуждены пажи, выпущенные из корпуса в годы службы Карла Осиповича Оде-де-Сиона: Пестель (осуждён по I разряду), Василий Сергеевич Норов (выпуск 1812 года, осуждён по II разряду), князь Валериан Михайлович Голицын (выпуск 1815 года, осуждён по VIII разряду), Василий Петрович Ивашев (выпуск 1815 года, осуждён по II разряду) и Свистунов (осуждён по II разряду), ещё семь бывших камер-пажей понесли административное наказание.
Относительно качества образования в годы службы Карла Осиповича Оде-де-Сиона в Пажеском корпусе имеются противоречивые сведения, почерпнутые преимущественно из мемуаров бывших пажей. По свидетельствам одних, в особенности генерал-лейтенанта Петра Михайловича Дарагана (выпускник 1819 года), дело образования шло далеко не так успешно, как могло бы: в корпусе учили зачастую «чему-нибудь и как-нибудь», бессистемно, поверхностно и отрывочно. Многие учителя даже не пытались пробудить интерес воспитанников к изучаемому предмету. Учебный процесс строился в основном на перечислении и зазубривании сухих фактов, не связанных с каким-либо практическим приложением знаний. Причины этого авторы воспоминаний видели в слишком формальном и даже безразличном отношении Карла Осиповича к образовательному процессу и, как следствие, в отсутствии с его стороны каких-либо попыток систематизации преподавания, а также в незнании им русского языка. Однако видный государственный деятель граф Владимир Фёдорович Адлерберг (выпускник 1811 года) не соглашался с подобной оценкой работы инспектора классов, равно как и с тезисом о «ничтожности» корпусной системы преподавания наук. Кроме того, объём и состав этой системы были едва ли не самыми крупными среди российских военно-учебных заведений начала XIX века, что давало генерал-майору Александру Яковлевичу Мирковичу (выпускник 1809 года) основания утверждать: 

Мы можем сказать без хвастовства, что в эту эпоху, когда на учебные заведения не было обращаемо особенного внимания со стороны правительства, воспитанники Пажеского корпуса выходили с лучшим в то время образованием. Пажеский корпус был в то время лучшим учебным заведением— А. Я. Миркович, «Жизнеописание».
 Так или иначе, позднейшие исследователи признают главной причиной спорного качества образования пажей не отношение инспектора классов к своим обязанностям, а огромную сословную разницу между учителями-разночинцами и учениками — отпрысками виднейших аристократических фамилий России, которые «учились не для того, чтобы что-нибудь знать, а для того только, чтобы выйти в офицеры». Карл Осипович же, будучи добрым и мягким педагогом, старался щадить самолюбие высокомерных пажей, но в случае необходимости умел, проявить большую решительность и твёрдость. Всего Оде-де-Сион посвятил воспитанию пажей 25 лет — 18 сентября 1827 года он вышел на пенсию в чине генерал-майора.

## Масонская деятельность (1784—1822)
В 1784 году коронный офицер Шарль Оде получил посвящение в первую степень масонской ложи «Школа мудрости» (пол. Szkoła Mądrości) в Познани, которая была основана в том же году Александром Потворовским (пол. Aleksander Potworowski), ставшим её первым мастером. В 1786 году, в ходе своего последнего визита в Савойю, Шарль Оде вступил в ложу «Тройной угольник» (фр. La Triple Equerre), учреждённую в Анси 6 июня того же года. Именно в документах этой ложи впервые встречается его масонское прозвище «Рыцарь твердыни Сиона» (фр. Chevalier du Fort de Sion), своим масонским девизом он избрал изречение: «Сион мой лагерь». Вернувшись в 1787 году в Познань, он посещал вплоть до 1790 года собрания «Школы мудрости» и достиг там второй степени посвящения, а в савойской ложе числился в качестве «отсутствующего члена» по меньшей мере до 1791 года — года своего поступления на российскую службу. Какие-либо сведения о связях Карла Осиповича Оде-де-Сиона с масонством в течение последующих 11 лет отсутствуют. Действительно, в России в конце XVIII века бурный расцвет лож совпал с началом Великой французской революции, что вызвало опасения Екатерины II. Российские власти по прямому указанию императрицы стали активно преследовать вольных каменщиков: некоторые оказались в заточении, другие были сосланы или помещены под надзор, а деятельность лож была запрещена. При Павле I репрессии прекратились, многие братья были помилованы. Однако запрет на открытую деятельность масонов император оставил в силе.

### В ложе «Соединённых друзей»

Знак масонской ложи «Соединённые друзья»

Александр I хотя формально и не отменял запретов своих предшественников, но первые годы смотрел на деятельность вольных каменщиков «сквозь пальцы», не возбраняя открытия новых лож, — начинался так называемый «золотой век» масонства в России. Однако покровитель Оде-де-Сиона, обер-шталмейстер двора граф Николай Александрович Зубов масонством не интересовался, в отличие от своих братьев графа Валериана и князя Платона. Те однако вскоре после устранения Павла I утратили влияние на государственные дела, вновь подверглись опале и были удалены из столицы. Первый уехал в Москву, а второй в ноябре 1801 года отправился в отпуск за границу, где с конца февраля уже находилась вместе с дочерью Елизаветой их сестра-заговорщица Ольга Александровна Жеребцова. В Берлине тогда находился и её двадцатилетний сын, действительный камергер Александр Александрович Жеребцов, отправленный Александром I с дипломатической миссией — уведомить прусского короля Фридриха Вильгельма III о кончине отца и своём вступлении на престол.

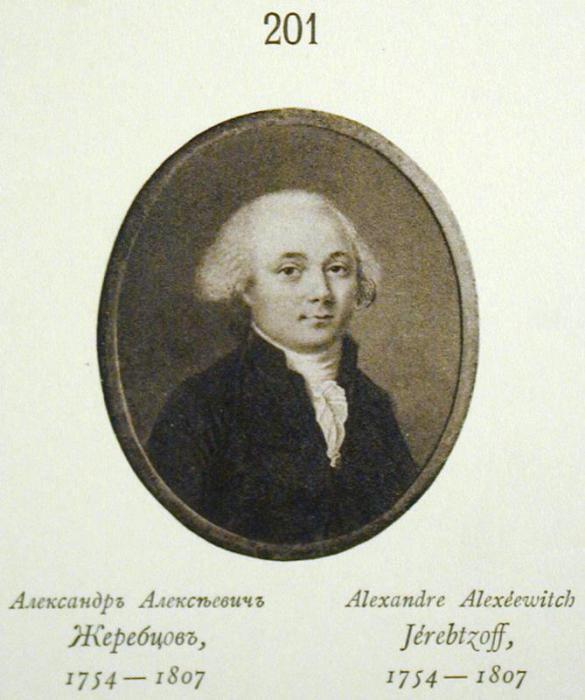
Александр Алексеевич Жеребцов, основатель масонской ложи «Соединённых друзей». Отец её мастера стула Александра Александровича Жеребцова

Из близких Зубовым и сочувствующих масонству в Санкт-Петербурге остался лишь муж Ольги Александровны тайный советник и действительный камергер Александр Алексеевич Жеребцов (1754—1807), который в интригах жены и заговоре против Павла I участия не принимал. Ушедший на покой, но всё ещё имевший крепкие связи и солидный общественный вес екатерининский сановник, он проживал в доме своей супруги по Английской набережной, 52 — том самом, где прежде собирались заговорщики. Жеребцов привлёк графа Александра Ивановича Остермана-Толстого, и втроём с Карлом Осиповичем Оде-де-Сионом они 10 июня 1802 года с высочайшего позволения инсталлировали в доме Жеребцовых ложу «Соединённых друзей» (фр. Les Amis Réunis).
Годом позже из своего дипломатического турне по Европе вернулся сын Жеребцовых — Александр Александрович. В Париже он, несмотря на свой юный возраст, успел получить высокую степень посвящения в братство и привёз с собой акты французской системы, на основании которых (на французском языке) и велись затем работы в ложе. Александр Александрович Жеребцов стал на долгие годы мастером стула ложи «Соединённых друзей».
Состав этой масонской организации в скором времени стал весьма представительным: великий князь Константин Павлович, генерал-губернатор Беларуси герцог Александр Вюртембергский, министр исповеданий и народного просвещения Царства Польского Станислав Костка-Потоцкий, церемониймейстер двора Его Императорского Величества граф Иван Александрович Нарышкин, будущий шеф жандармов при Николае I Александр Христофорович Бенкендорф, министр полиции Александр Дмитриевич Балашов, братья генерал-майор Николай Михайлович и генерал-лейтенант Михаил Михайлович Бороздины и многие другие. Общее число членов ложи к 1810 году достигло 50 человек действительных членов и 29 — почётных.
Заседания ложи происходили довольно регулярно, но зачастую служили лишь прелюдией к братским трапезам, носившим более гедонистский, нежели ритуальный характер:

<...> Сион, Прево и все прочие были народ весёлый, гульливый; с трудом выдержав серьёзный вид во время представления пьесы, спешили они понатешиться, поесть, попить и преимущественно попить...— Записки Ф. Ф. Вигеля
 Застолья эти сопровождали не только звуки оркестра и братских песнопений, но и украшали собой, хотя и редко, прекрасные дамы или, по масонскому выражению, «нимфы двора Купидона», что для масонства, считавшегося в то время сугубо мужским сообществом, было весьма необыкновенно. Благодаря всему перечисленному ложа «Соединённых друзей» слыла среди современников весьма аристократической, беспокойной, шумной и даже вольнодумной, а у масонов более строгих послушаний она, по выражению мемуариста, снискала «недобрую славу» с точки зрения нравственности. Вместе с тем это добавляло ей популярности среди профанов, желающих приобщиться к таинственным ритуалам модного увлечения и поучаствовать в «удовольствиях, коими люди весьма рассудительные наслаждаются вдали от света», и придавало замечательную жизнестойкость среди многочисленных потрясений российского масонства на протяжении всей двадцатилетней истории ложи.
В 1806 году Жеребцова решила продать свой Петербургский дом — для продолжения работ ложе требовалось новое помещение. Некоторое время они осуществлялись в различных частных домах, пока в 1810 году Пажеский корпус, где инспектором классов служил Карл Осипович, не переехал в Воронцовский дворец на Садовой улице, бывшую резиденцию Мальтийского ордена. Оде-де-Сиону удалось получить разрешение на организацию масонского храма в просторной крипте дворцовой капеллы. В том же году правительство приняло решение навести порядок в деятельности масонских лож и утвердить для них определённые правила. В результате «Соединённым друзьям» стало невозможно продолжать свои работы как частной организации. Под нажимом властей ложа была вынуждена, утратив самостоятельность, принять более строгую шведскую систему и присоединиться к союзу «Великой директориальной ложи „Владимира к порядку“», великим мастером которой стал сам Жеребцов. Поскольку теперь всё произносимое в масонских собраниях требовалось подчинять определённым правилам, Карл Осипович с 1810 года был назначен цензором речей ложи «Соединённых друзей». Кроме того, он занимал в ложе должности подготовителя (иначе — приуготовитель) и дародателя (иначе — милостынесобиратель, госпитальер, благотворительный брат) в степени розенкрейцера.
С началом Отечественной войны 1812 года «управление молотком» ложи «Соединённых друзей» де-факто перешло к Карлу Осиповичу, поскольку действительный камергер Жеребцов с «мундиром и полномочиями генерал-майора» отбыл сражаться против Наполеона I. На масонских дипломах ложи того периода значится подпись Оде-де-Сиона как Vénérable… par interim с фр. — «временно исполняющего обязанности досточтимого мастера». По возвращении из заграничных походов в 1814 году Жеребцов формально вновь приступил к своим прежним обязанностям в ложе, однако его военная служба продолжилась в Митаве, поэтому он управлял «Соединёнными друзьями» по переписке, изредка посещая Санкт-Петербург и масонские собрания. Тем не менее его авторитет среди братьев был столь высок, что они продолжили регулярно переизбирать Александра Александровича на все должности.
В 1816 году в российском масонстве наметился серьёзный раскол. Французские эмигранты, польские аристократы и многие другие иностранцы, а также симпатизирующие им русские братья-вольные каменщики тяготились строгостью шведской системы, следовать которой их вынуждало правительство. Однако оно же неожиданно разрешило деятельность Великой ложи «Астрея» во главе с великим мастером графом Василием Валентиновичем Мусиным-Пушкиным. Новая великая ложа, отличавшаяся значительным либерализмом, разрешала подчинённым ей ложам работать в любой системе на их усмотрение — начался отток масонов из союза «Директориальной ложи „Владимира к порядку“». Чтобы справиться с ситуацией, Жеребцов попытался установить дружественные отношения с «Астреей». 2 августа 1816 года собранием директориальной ложи предварительные переговоры по этому предмету с Мусиным-Пушкиным были поручены мастеру ложи «Соединённых друзей» Оде-де-Сиону. При этом ему было настоятельно рекомендовано ничем не компрометировать достоинства директориальной ложи. 8 августа, на следующем собрании, Карл Осипович сообщил по результатам переговоров, что Мусин-Пушкин откликнулся на предложение директориальной ложи «с искренним братским чувством» и одобряет союз двух Великих лож. Однако Сергей Степанович Ланской, выступавший от имени ложи «Елизавета к Добродетели», подверг сомнению целесообразность союза с «Астреей». Оде-де-Сион возражал ему, что директориальная ложа должна исполнять собственные постановления, не компрометируя достоинства промедлением, — большинство присутствующих с ним согласилось. Однако предубеждение консервативной части масонов против союза двух Великих лож было столь сильно, что он так и не был заключён. В сентябре 1816 года Жеребцов закрыл «Директориальную ложу „Владимира к порядку“» и тут же на её месте учредил «Великую провинциальную ложу», но это не помогло — братья покидали его и целыми ложами переходили в «Астрею». Вскоре разразилось несколько скандалов, в частности, была разоблачена коррупционная деятельность среди братьев одного из высокопоставленных членов ложи «Соединённых друзей» Оноре-Жозефа Дальмаса (фр. Honoré-Joseph Dalmas). Жеребцов, который ему покровительствовал, был вынужден покинуть свою ложу (и целый ряд других масонских должностей).
11 декабря 1816 года ложа «Соединённых друзей» вышла из союза «Великой провинциальной ложи». Вместо Жеребцова мастером стула был избран Карл Осипович Оде-де-Сион. С марта 1817 года руководимая им ложа примкнула к союзу «Астреи», и со 2 апреля работы в ней стали осуществляться на французском и русском языках. В следующем, 1818 году Карл Осипович был вновь избран мастером стула. В 1819 году ложа «Соединённых друзей» «временно бездействовала», но Карл Осипович Оде-де-Сион оставался её мастером стула вплоть до 1821 года.

### Наставник Пестеля в масонстве

Масонский диплом П. И. Пестеля ложи «Соединённые друзья» на французском языке с подписью К. О. Оде-де-Сиона (Hospitalier)

Факт принадлежности к масонству инспектора классов Карла Осиповича Оде-де-Сиона, как и некоторых других педагогов Пажеского корпуса, не остался тайной для его воспитанников. В конце 1811 года лучший ученик выпускного камер-пажеского класса Павел Пестель обратился к Карлу Осиповичу с просьбой помочь ему со вступлением в ложу; между ними состоялся доверительный разговор:

— Вы знакомы с нашим учением? — спросил Оде де Сион.
— Я слышал о цели, которую преследуют масоны, и считаю её благородной.
— Хорошо, я буду вашим поручителем. Надеюсь, что через две недели вы вступите в ложу.— 
Вопреки правительственному запрету принимать в масоны лиц моложе 25 лет Карл Осипович выполнил своё обещание — Пестель стал масоном первого, ученического градуса ещё в стенах Пажеского корпуса, а 1 марта 1812 года, будучи уже прапорщиком лейб-гвардии Литовского полка, получил диплом мастера ложи «Соединённые друзья», наделяющий его правом работать в трёх символических градусах. Карл Осипович подписал его, среди прочих офицеров ложи, в качестве дародателя (фр. Hospitalier). Освоив с юных лет формы и методы организации вольных каменщиков, Пестель впоследствии внедрял их (с большим или меньшим успехом) в деятельность тайных политических союзов.

### Участие в масонских организациях
За свою долгую карьеру масона Карл Осипович Оде-де-Сион побывал членом большого количества лож и других объединений братства вольных каменщиков. Приведённый ниже перечень составлен на основании энциклопедического словаря Андрея Ивановича Серкова «Русское масонство. 1731—2000»:
| Период    | Страна                 | Город           | Организация                    |
| --------- | ---------------------- | --------------- | ------------------------------ |
| 1784—1790 | Речь Посполитая        | Познань         | Ложа «Школа мудрости»          |
| 1786—1791 | Сардинское королевство | Анси            | Ложа «Тройной угольник»        |
| 1802—1822 | Российская империя     | Санкт-Петербург | Директориальная ложа «Астрея»  |
| 1802—1822 | Российская империя     | Санкт-Петербург | Ложа «Белого орла»             |
| 1802—1822 | Российская империя     | Санкт-Петербург | Великая провинциальная ложа    |
| 1802—1822 | Российская империя     | Санкт-Петербург | Ложа «Елизаветы к добродетели» |
| 1802—1822 | Российская империя     | Санкт-Петербург | Ложа «Избранного Михаила»      |
| 1802—1822 | Российская империя     | Санкт-Петербург | Ложа «Орла Российского»        |
| 1802—1822 | Российская империя     | Санкт-Петербург | Ложа «Пеликана»                |
| 1802—1822 | Российская империя     | Санкт-Петербург | Ложа «Петра к истине»          |
| 1802—1822 | Российская империя     | Санкт-Петербург | Ложа «Пламенеющей звезды»      |
| 1802—1822 | Российская империя     | Санкт-Петербург | Ложа «Северных друзей»         |
| 1802—1822 | Российская империя     | Санкт-Петербург | Ложа «Соединённых друзей»      |
| 1802—1822 | Российская империя     | Санкт-Петербург | Ложа «Сфинкса»                 |
| 1802—1822 | Российская империя     | Санкт-Петербург | Капитул «Феникса»              |
| 1802—1822 | Российская империя     | Санкт-Петербург | Шотландская директория         |
| 1802—1822 | Российская империя     | Симбирск        | Ложа «Ключа к добродетели»     |

Карл Осипович Оде-де-Сион оставался активным деятелем братства вольных каменщиков вплоть до полного его запрета высочайшим рескриптом Александра I от 1 августа 1822 года, повелевающего: «Все тайные общества под какими бы они наименованиями не существовали, как то: масонские ложи или другими — закрыть и учреждения их впредь не дозволять».

## Семья и потомки
В 1790 году, ещё будучи польским коронным офицером, Шарль женился на Каролине-Софии фон Циберт (нем. Caroline-Sophie von Ziebert, иначе — Sielbert; 1771—1830) родом из Бреслау. За ней в приданое было дано имение в Варшаве, где молодая семья и проживала первое время. Перейдя вместе с мужем в российское подданство, приняла имя Каролина Ивановна. В 1792 году у четы Оде-де-Сион родилась дочь, которую при крещении в базилике Святого Креста нарекли Августа Каролина Вильгельмина (лат. Augustam Carolinam Wilhelmam). Дальнейшая её судьба неизвестна, вероятно, умерла ещё ребёнком. Будучи на крайнем сроке беременности вторым ребёнком, Каролина Ивановна была разлучена с мужем событиями Варшавской заутрени. Благополучно пережив разграбление мародёрами своего варшавского имения, через несколько дней, 26 апреля 1794 года родила их единственного сына Карла, будущего участника Отечественной войны, статского советника и саратовского вице-губернатора. Только по занятии в ноябре того же года русскими войсками Варшавы капитану Оде-де-Сиону удалось разыскать семью и увидеть новорождённого сына.
Около 1824 года Каролина Ивановна одолжила вдове генерал-майора Анне Александровне Зубовой крупную сумму — более 52 000 рублей под надёжное обеспечение. Однако вследствие мошенничества старшей сестры последней — Натальи Алексеевны Колтовской — вернуть эти деньги Оде-де-Сионам не удалось. Крупные долги семейства унаследовал их сын Карл Карлович, потративший на их погашение значительную часть своих доходов. В результате единственному внуку Карла Осиповича, статскому советнику Александру Карловичу, пришлось содержать своё многодетное семейство лишь на жалование управляющего Ораниенбаумским дворцовым управлением. После его ранней кончины в 1857 году, вдове, родовитой, но небогатой дворянке Анне Васильевне Оде-де-Сион пришлось выхлопотать должность начальницы Института благородных девиц в Оренбурге, чтобы обеспечить себя, двух сыновей и трёх дочерей. Благодаря её усилиям род Оде-де-Сион не пресёкся, и его потомки поныне проживают на постсоветском пространстве, а некоторые, эмигрировав после Октябрьской революции, — во Франции.

## Награды
- 28 февраля 1795 года награждён высшим военным прусским орденом Pour le Mérite с фр. — «За заслуги»[137].
- 8 ноября 1808 года за усердную службу награждён орденом св. Владимира 4-й степени[3].
- 26 ноября 1826 года за выслугу лет награждён орденом св. Георгия 4-й степени[3].

## Владение языками
Карл Осипович Оде-де-Сион в разной степени владел по меньшей мере четырьмя языками. Французский был его родным, а благодаря теологическому образованию он мог свободно изъясняться письменно и устно на «изысканной латыни». Кроме того, из его формулярного списка 1817 года следует, что он умел читать и писать по-немецки и по-русски, хотя ещё в 1802 году при назначении в Пажеский корпус после одиннадцатилетней службы в России он «вступил в отправление должности, будучи совершенно не знаком с русским языком, и даже рапорты начальству писал на французском языке».

## Словесный портрет
Его портрет <...> являет нам человека действия, чьи черты напоминают Уинстона Черчилля: широкий лоб с залысинами, короткий нос и пронизывающий взгляд, едва заметная доброжелательная улыбка; золото эполет и красный воротник контрастируют с тёмно-зелёным мундиром.Оригинальный текст (фр.)Son portrait<…> révèle l'homme d'action dont les traits ne sont pas sans rappeler ceux de W. Churchill : vaste front dégarni, nez court yeux pénétrants, ébauche d'un sourire bienveillant ; l'or des épaulettes et le rouge du col tranchent sur le vert sombre de la tunique.— De Faverges à Saint-Pétersbourg с фр. — «Из Фавержа в Санкт-Петербург».

## Оценки
По завершении своего участия в польской кампании 1794 года оба начальника Оде-де-Сиона аттестовали его в Военную коллегию весьма похвально: и барон Игельстром (3 декабря 1795 года), и принц Нассау-Зиген (10 сентября 1794 года) отмечали отличное поведение, крайнюю старательность и точность при исполнении служебных обязанностей, «как доброму и исправному офицеру надлежит».
Генерал-лейтенант Пётр Михайлович Дараган в своих мемуарах о годах обучения в Пажеском корпусе отзывался о Карле Осиповиче довольно пренебрежительно, считая, что он предпочитал «хорошее вино, хороший обед и свою масонскую ложу» заботам об образовании пажей. Однако Филипп Филиппович Вигель в своих «Записках» характеризовал Карла Осиповича, как человека доброго, весёлого и довольно умного, умеющего внушать к себе любовь и уважение со стороны и пажей, и масонов, который «не имел ни нахальства, ни буйства нации, к которой принадлежал».